# Mysterio
Mysterio (Quentin Beck) là một siêu ác nhân xuất hiện trong truyện tranh Mỹ do Marvel Comics xuất bản. Anh ta được miêu tả chủ yếu là kẻ thù của các siêu anh hùng Người Nhện và Daredevil. Bù đắp cho việc không sở hữu bất kỳ khả năng siêu phàm nào, Mysterio là một cựu nghệ sĩ sử dụng hiệu ứng đặc biệt, nhà ảo ảnh và diễn viên sử dụng tài năng của mình để phạm tội. Anh là thành viên sáng lập của hội nhóm siêu tội phạm Sinister Six.
Nhân vật này đã xuất hiện trong nhiều tác phẩm chuyển thể trên phương tiện truyền thông, bao gồm phim truyện, phim truyền hình và trò chơi điện tử. Jake Gyllenhaal đóng vai Mysterio trong bộ phim live-action thuộc Vũ trụ Điện ảnh Marvel Spider-Man: Far From Home (2019), cũng như bộ phim Spider-Man: No Way Home (2021) và loạt web series TheDailyBugle.net qua cảnh lưu trữ.

## Lịch sử xuất bản
Mysterio được tạo ra bởi Stan Lee và Steve Ditko và xuất hiện lần đầu trong The Amazing Spider-Man # 13 (tháng 6 năm 1964). Sau đó người ta xác định lại rằng những người ngoài hành tinh được nhìn thấy trong The Amazing Spider-Man # 2 chính là Mysterio và người của anh ta đang cải trang; tiết lộ rằng anh ta đã được Tinkerer thuê để cải trang thành người ngoài Trái đất và khám phá ra những bí mật quân sự và công nghiệp. Giống như Kingpin, anh ta đã vượt qua và trở thành một nhân vật phản diện chính của Daredevil. Trong cốt truyện "Guardian Devil", anh ta băng vào lãnh thổ của Daredevil gần như đẩy Daredevil ra rìa.

## Khả năng
Quentin Beck không sở hữu khả năng siêu phàm, nhưng anh là một chuyên gia thiết kế các thiết bị hiệu ứng đặc biệt và ảo ảnh sân khấu, một nhà thôi miên và ảo thuật gia bậc thầy, đồng thời là một nhà hóa học và người máy nghiệp dư. Anh ta có kiến thức sâu rộng về các kỹ thuật chiến đấu tay đôi học được khi làm diễn viên đóng thế, cho phép anh ta tham gia chiến đấu với Người Nhện bất chấp khả năng thể chất vượt trội của kẻ thù và sử dụng kỹ năng đi sai hướng như một phương pháp tự vệ khác.

### Thiết bị
Bộ đồ của Mysterio bao gồm nhiều thiết bị hỗ trợ anh ta. Mũ bảo hiểm của anh ta được làm bằng plexiglass một chiều, có nghĩa là anh ta có thể nhìn ra ngoài nhưng không ai có thể nhìn thấy. Chiếc mũ bảo hiểm cũng bao gồm một nguồn cung cấp không khí để bảo vệ anh ta khỏi các loại khí của chính anh ta, sonar để điều hướng trong chiếc áo choàng sương mù và ảnh ba chiều máy chiếu để tạo ảo ảnh 3D. Đôi giày của anh ấy có lò xo cuộn từ tính cho phép anh ấy có những bước nhảy ấn tượng cũng như khả năng bám vào các bề mặt. Trang phục của Mysterio có các vòi phun trong ủng và cổ tay có thể tạo ra một luồng khói liên tục che chắn chuyển động của anh ta. Anh ta có thể trộn các hóa chất khác vào màn khói này để tạo ra nhiều hiệu ứng khác nhau, bao gồm một loại khí làm tê liệt và ức chế giác quan người nhện của Người Nhện, một loại khí gây tê liệt trong 30 phút, một chất mài mòn ăn mòn mạng lưới của Người Nhện, chất thôi miên khiến những người xung quanh anh ta dễ bị ảnh hưởng bởi ý chí của mình và chất gây ảo giác để gây ra ảo giác sống động. Sự kết hợp giữa chất thôi miên và chất gây ảo giác, cùng với máy chiếu ảnh ba chiều, là cách Mysterio đạt được hầu hết các ảo ảnh của mình. Trang phục đôi khi cũng bao gồm vũ khí tấn công, chẳng hạn như tia laze hoặc vòi phun khí độc trong mắt biểu tượng trên vai của anh ta, hoặc cuộn dây điện trong áo choàng của anh ta để làm điện giật những ai chạm vào nó.

## Đón nhận
Năm 2009, Mysterio được xếp hạng là Nhân vật phản diện trong truyện tranh vĩ đại nhất mọi thời đại thứ 85 của IGN.